# Сарве Іясус
Сарве Іясус — негус Ефіопії з Соломонової династії. Був старшим сином Такли Мар'яма.
Правив упродовж чотирьох чи восьми місяців, помер від чуми.